# 橋場義之
橋場 義之（はしば よしゆき、1947年 - ）は、日本の新聞記者、社会学者。元上智大学文学部新聞学科教授、日本ニュース時事能力検定協会理事。

## 経歴
- 1971年、早稲田大学政治経済学部卒業後、毎日新聞社に入社。長野、松本支局、東京本社社会部、メディア面担当、編集委員。「開かれた新聞委員会」委員会事務局。
- 同社退社後、2002年より2013年まで上智大学文学部新聞学科教授。

## 主な著書
- 『新版　現場からみた新聞学』（共著）学文社・2002年
- 『包囲されたメディァ』（共著）現代書館・2002年
- 『開かれた新聞』（編）毎日新聞社・2002年
- 佐々木俊尚・藤代裕之(編) 『メディア・イノベーションの衝撃―爆発するパーソナル・コンテンツと溶解する新聞型ビジネス』 日本評論社・2007年

## 所属学会・委員会
- 情報ネットワーク法学会
- 日本マス・コミュニケーション学会
- 日本出版学会